# Ковганівка
Ковга́нівка — село в Україні, у Житомирському районі Житомирської області. Входить до складу Брусилівської селищної громади. Населення становить 130 осіб.

## Історія
Згідно ревізії 1834 року Колганівка (пол. Kołhanówka, Kowhanówka) Брусилівської волості Радомисльського повіту Київської губернії належала Вінцентію-Генріку Петовичу Левальт Єзерському г. Рогаля (пол. Wincenty Henryk Lewald Jezierski h. Rogala). Його спадкоємцем став син Кароль, у якого за участь в Січневому повстанні було конфісковано маєток Ковганівку. Пізніше Єзерські оселяться в с. Сінгури Житомирського повіту.
У 1894 році 324 десятини землі села придбала дружина полковника Катерина Петрівна Кочуркевич та здала маєток в оренду Станіславу Станіславовичу Концеціушу.
В селі діяла школа грамоти, хлібний магазин.

## Відомі люди
Крилов Микола Митрофанович (1879—1955) — український математик, механік. Професор, доктор математики, академік ВУАН, чл.-кор. АН СРСР (1928), академік АН СРСР, заслужений діяч науки УРСР.
Виріс в родовому маєтку батька в с. Ковганівка, періодично проживав і творив.